# Апология математика (Харди)
«Апология математика» (англ. A Mathematician’s Apology; 1940) — эссе британского математика Годфри Харди (1877—1947) на тему красоты математики. Знакомит читателей, не имеющих специального математического образования, со спецификой мышления «математика за работой».

## Содержание
В названии книги Харди использует слово «Апология» в смысле формального оправдания или защиты (как, например, «Апология Сократа» Платона), а не в смысле просьбы о прощении.
Харди почувствовал необходимость оправдать работу своей жизни в математике в то время, в основном, по двум причинам. Во-первых, в возрасте 62 лет Харди чувствовал приближение старости (он пережил сердечный приступ в 1939 году) и снижение его математического творчества и мастерства. Посвятив время написанию «Апологии», Харди признавал, что его собственная жизнь как творческого математика закончена. В своем предисловии к изданию книги 1967 г., Ч. П. Сноу описывает «Апологию», как «страстные стенания по творческим силам, которые были и которые больше никогда не вернутся». По словам Харди,

Писать о математике — печальное занятие для профессионального математика. Математик должен делать что-то значимое, доказывать новые теоремы, чтобы увеличивать математические знания, а не рассказывать о том, что сделал он сам или другие математики. <…> Изложение чужих результатов, критика, оценка — работа для умов второго сорта.
— Г. Г. Харди. Апология математика (Перевод с английского Ю. А. Данилова). — Ижевск: НИЦ «Регулярная и хаотическая динамика», 2000. — С. 44.
Во-вторых, в начале Второй мировой войны Харди, убеждённый пацифист, желал оправдать своё убеждение в том, что математика должна быть продолжена для неё же самой, а не ради её приложений. Он хотел написать книгу, в которой мог бы объяснить свою философию математикам следующего поколения; книгу, которая будет защищать математиков путём разработки по существу исключительно чистой математики, без необходимости прибегать к достижениям прикладной математики в целях оправдания общей значимости математики; книгу, способную вдохновить грядущие поколения чистых математиков. Харди был убеждённым атеистом, и его «оправдание» обращено не к Богу, а к соратникам и коллегам.
Одной из главных тем книги является красота, которой обладает математика, которую Харди сравнивает с живописью, шахматами и поэзией. Для Харди самой красивой математикой является та, которая не имеет практического применения во внешнем мире (чистая математика). В первую очередь это «математика для математики» — теория чисел. Харди утверждает, что если полезные знания определяются как знания, которые могут влиять на материальное благополучие человечества в ближайшем будущем (если не прямо сейчас), так, что чисто интеллектуальное удовлетворение несущественно, то большая часть высшей математики бесполезна. Он оправдывает стремление к чистой математике аргументом, что её совершенная «ненужность» в целом лишь означает, что она не может быть использована для причинения вреда. С другой стороны, Харди считает многое из прикладной математики «тривиальным», «уродливым» или «скучным», и сравнивает её с «настоящей математикой», которой является, по его мнению, чистая математика.
Харди также прокомментировал фразу, приписываемую Карлу Фридриху Гауссу: «Математика — царица наук, а теория чисел — королева математики». Некоторые люди считают, что только абсолютная неприменимость теории чисел привела Гаусса к этому заявлению; однако, Харди отмечает, что это, конечно, не причина. Если были бы обнаружены приложения теории чисел, то, конечно, никто не будет пытаться свергнуть «королеву математики» из-за этого. То, что сказал Гаусс, означало, по словам Харди, что основные понятия, составляющие теорию чисел, глубже и элегантнее по сравнению с любой другой областью математики.
Ещё одна мысль эссе — о том, что математика — это «занятие для молодых», поэтому всем, кто талантлив в математике, следует развивать и использовать этот талант, пока они ещё молоды, до того, как их способность получать оригинальные математические результаты начнёт снижаться в среднем возрасте. Это мнение отражает усиление депрессии Харди, связанной с угасанием собственной математической активности. Для самого Харди математика была, несомненно, искусством, сферой творческой деятельности.

## Критика
Мнения Харди сильно повлияли на академическую культуру в университетах Кембриджа и Оксфорда между Первой и Второй мировыми войнами.
Основная критика «Апологии» сводится к тому, что математик не может закрыться в башне из слоновой кости, его открытия (хочет он того или нет) рано или поздно будут применены на практике.
Некоторые примеры Харди ныне кажутся неудачными. Например, он пишет:

Существует одно утешительное заключение, приятное для настоящего математика: настоящая математика не оказывает влияния на войну. Никому ещё не удалось обнаружить ни одну военную, или имеющую отношение к войне, задачу, которой служила бы теория чисел или теория относительности, и маловероятно, что кому-нибудь удастся обнаружить нечто подобное, на сколько бы лет мы ни заглядывали в будущее.
— Г. Г. Харди. Апология математика (Перевод с английского Ю. А. Данилова). — Ижевск: НИЦ «Регулярная и хаотическая динамика», 2000. — С. 85.
Несмотря на это, без теории чисел невозможно представить современную криптографию. Однако более известные примеры Харди элегантных математических открытий, не имеющих практического использования (доказательство бесконечности простых чисел и иррациональность квадратного корня из двух), пока ещё не опровергнуты.
Применимость математической концепции не является причиной того, что Харди считал прикладную математику почему-либо уступающей чистой математике, однако простота и обыденность, характеризующая прикладную математику, повлияли на пренебрежительное отношение к ней Харди.
Он, например, считал, что теорема Ролля, хотя и имеет некоторое значение для анализа, не идёт ни в какое сравнение с элегантностью результатов, полученных Леонардом Эйлером, Эваристом Галуа и другими «чистыми» математиками.

### В России
В. И. Арнольд отозвался очень резко:

Мракобес Харди (бывший, впрочем, иностранным членом Российской академии наук) написал в своей недавно вышедшей по-русски в Ижевске книге «Апология математика»: «Без Абеля, Римана и Пуанкаре математика ничего не потеряла бы».
— О печальной судьбе «академических» учебников
Однако эта цитата искажена и вырвана из контекста, на самом деле Харди пишет:

Если под полезным знанием, как мы временно согласились, понимать такое, которое либо сейчас, либо в сравнительно недалёком будущем, будет способствовать материальному комфорту человечества (то есть чисто интеллектуальное удовлетворение в расчёт не принимается), то огромная часть высшей математики бесполезна. Современная геометрия и алгебра, теория чисел, теория множеств и функции, теория относительности, квантовая механика — ни одна из этих наук не удовлетворяет критерию полезности намного лучше, чем другая, и нет ни одного настоящего математика, жизнь которого можно было бы оправдать на этой основе. Если придерживаться этого критерия, то Абель, Риман и Пуанкаре прожили свою жизнь напрасно; их вклад в комфорт человечества ничтожно мал, и мир без них ничего бы не потерял.
— Г. Г. Харди. Апология математика (Перевод с английского Ю. А. Данилова). — Ижевск: НИЦ «Регулярная и хаотическая динамика», 2000. — С. 83.